# Beachhandball Euro 2025
Die 14. Beachhandball-Europameisterschaft (Eigenbezeichnung EHF Beach Handball EURO 25) wurde vom 8. bis zum 13. Juli 2025 im türkischen Alanya ausgetragen. Titelverteidiger bei den Frauen war Deutschland, während bei den Männern die Auswahl aus Ungarn die vorige Ausgabe gewinnen konnte. Neuer Europameister bei den Männer wurde Deutschland, welche damit ihren ersten EM-Titel errungen haben. Bei den Frauen konnte sich Spanien durchsetzen welche ebenfalls ihren ersten EM-Titel damit feiern konnten.

## Format
Das Turnier begann jeweils mit der Vorrunde, in der die Mannschaften in vier verschiedene Gruppen eingeteilt waren. Die drei bestplatzierten Teams jeder Gruppe qualifizierten sich für die Hauptrunde. Für den letzten ging das Turnier in der Trostrunde weiter, über die die Platzierungen 13–16 ausgespielt wurden. Die Hauptrunde startete mit zwei Gruppen, bestehend aus jeweils sechs Teams. Die besten vier kamen ins Viertelfinale der Finalrunde, während die letzten beiden die Platzierungen 9–12 ausspielten.

## Männer

### Teilnehmer
Folgende Nationen waren bei den Männern qualifiziert:
- Bulgarien
- Kroatien
- Tschechien
- Dänemark
- Frankreich
- Deutschland
- Ungarn
- Italien
- Malta
- Norwegen
- Polen
- Portugal
- Spanien
- Schweden
- Türkei
- Ukraine

### Gruppeneinteilung
Die Auslosung für die Vorrunde wurde am 26. Februar 2025 in Wien vorgenommen und ergab diese Gruppen:
| Gruppe A | Gruppe B    | Gruppe C   | Gruppe D |
| -------- | ----------- | ---------- | -------- |
| Dänemark | Deutschland | Bulgarien  | Norwegen |
| Kroatien | Portugal    | Schweden   | Ukraine  |
| Malta    | Türkei      | Frankreich | Italien  |
| Polen    | Tschechien  | Spanien    | Ungarn   |

### Vorrunde

#### Gruppe A
Die Plätze 1–3 qualifizierten sich für die Hauptrunde A und Platz 4 zog in die Trostrunde ein.
| Pl. | Verein   | Sp. | S | N | Sätze | Diff. (S) | Tore      | Diff. (T) | Punkte |
| --- | -------- | --- | - | - | ----- | --------- | --------- | --------- | ------ |
| 1.  | Dänemark | 3   | 3 | 0 | 06:00 | +6        | 0145:1000 | +45       | 06:00  |
| 2.  | Kroatien | 3   | 2 | 1 | 04:30 | +1        | 0152:1120 | +40       | 04:20  |
| 3.  | Polen    | 3   | 1 | 2 | 03:40 | −1        | 0117:1320 | −15       | 02:40  |
| 4.  | Malta    | 3   | 0 | 3 | 00:60 | −6        | 062:1320  | −70       | 00:60  |

| 8. Juli 2025 09:30 (CEST) Uhr | Dänemark               | 2:0                         | Malta                     | Beach Court Nr. 2, Alanya Zuschauer: 100 Schiedsrichter: Cardone / Manuele |
| 8. Juli 2025 09:30 (CEST) Uhr | meiste Punkte: Møss 15 | (27:14), (24:10)            | meiste Punkte: Seifert 12 | Beach Court Nr. 2, Alanya Zuschauer: 100 Schiedsrichter: Cardone / Manuele |
| 8. Juli 2025 09:30 (CEST) Uhr | 1×                     | Spielbericht Spielstatistik | 2×                        | Beach Court Nr. 2, Alanya Zuschauer: 100 Schiedsrichter: Cardone / Manuele |

| 8. Juli 2025 10:30 (CEST) Uhr | Kroatien                    | 2:1 n. So.                  | Polen                         | Beach Court Nr. 3, Alanya Zuschauer: 200 Schiedsrichter: Martinez / Rollan |
| 8. Juli 2025 10:30 (CEST) Uhr | meiste Punkte: Goricanec 16 | (24:16), (26:28), (10:8)    | meiste Punkte: Fabianowicz 16 | Beach Court Nr. 3, Alanya Zuschauer: 200 Schiedsrichter: Martinez / Rollan |
| 8. Juli 2025 10:30 (CEST) Uhr | 3×                          | Spielbericht Spielstatistik |                               | Beach Court Nr. 3, Alanya Zuschauer: 200 Schiedsrichter: Martinez / Rollan |

| 8. Juli 2025 18:00 (CEST) Uhr | Polen                         | 0:2                         | Dänemark                 | Beach Court Nr. 2, Alanya Zuschauer: 100 Schiedsrichter: Lusquiños Feitais / Machado |
| 8. Juli 2025 18:00 (CEST) Uhr | meiste Punkte: Fabianowicz 12 | (12:23), (20:25)            | meiste Punkte: Jensen 14 | Beach Court Nr. 2, Alanya Zuschauer: 100 Schiedsrichter: Lusquiños Feitais / Machado |
| 8. Juli 2025 18:00 (CEST) Uhr | 1×                            | Spielbericht Spielstatistik | 1×                       | Beach Court Nr. 2, Alanya Zuschauer: 100 Schiedsrichter: Lusquiños Feitais / Machado |

| 8. Juli 2025 18:00 (CEST) Uhr | Malta                                  | 0:2                         | Kroatien               | Beach Court Nr. 4, Alanya Zuschauer: 50 Schiedsrichter: Stumpfe / Deiters |
| 8. Juli 2025 18:00 (CEST) Uhr | meiste Punkte: Hackett, B.Spiteri je 6 | (4:22), (10:26)             | meiste Punkte: Bura 16 | Beach Court Nr. 4, Alanya Zuschauer: 50 Schiedsrichter: Stumpfe / Deiters |
| 8. Juli 2025 18:00 (CEST) Uhr | 1×                                     | Spielbericht Spielstatistik | 1×                     | Beach Court Nr. 4, Alanya Zuschauer: 50 Schiedsrichter: Stumpfe / Deiters |

| 9. Juli 2025 7:30 (CEST) Uhr | Kroatien                | 0:2                         | Dänemark               | Beach Court Nr. 1, Alanya Zuschauer: 200 Schiedsrichter: Hill / Oškera |
| 9. Juli 2025 7:30 (CEST) Uhr | meiste Punkte: Finek 16 | (20:21 (GG)), (24:25 (GG))  | meiste Punkte: Møss 12 | Beach Court Nr. 1, Alanya Zuschauer: 200 Schiedsrichter: Hill / Oškera |
| 9. Juli 2025 7:30 (CEST) Uhr | 3×                      | Spielbericht Spielstatistik | 3×                     | Beach Court Nr. 1, Alanya Zuschauer: 200 Schiedsrichter: Hill / Oškera |

| 9. Juli 2025 8:30 (CEST) Uhr | Polen                     | 2:0                         | Malta                      | Beach Court Nr. 3, Alanya Zuschauer: 30 Schiedsrichter: Bilgi / Cetindemir |
| 9. Juli 2025 8:30 (CEST) Uhr | meiste Punkte: Renicki 16 |                             | meiste Punkte: M.Spiteri 8 | Beach Court Nr. 3, Alanya Zuschauer: 30 Schiedsrichter: Bilgi / Cetindemir |
| 9. Juli 2025 8:30 (CEST) Uhr | 1×                        | Spielbericht Spielstatistik |                            | Beach Court Nr. 3, Alanya Zuschauer: 30 Schiedsrichter: Bilgi / Cetindemir |

#### Gruppe B
Die Plätze 1–3 qualifizierten sich für die Hauptrunde A und Platz 4 zog in die Trostrunde ein.
| Pl. | Verein      | Sp. | S | N | Sätze | Diff. (S) | Tore      | Diff. (T) | Punkte |
| --- | ----------- | --- | - | - | ----- | --------- | --------- | --------- | ------ |
| 1.  | Deutschland | 3   | 3 | 0 | 06:00 | +6        | 0139:980  | +41       | 06:00  |
| 2.  | Portugal    | 3   | 2 | 1 | 04:20 | +2        | 0117:1020 | +15       | 04:20  |
| 3.  | Türkei      | 3   | 1 | 2 | 02:50 | −3        | 0103:1240 | −21       | 02:40  |
| 4.  | Tschechien  | 3   | 0 | 3 | 01:60 | −5        | 0102:1370 | −35       | 00:60  |

| 8. Juli 2025 9:30 (CEST) Uhr | Deutschland              | 2:0                         | Tschechien                | Beach Court Nr. 1, Alanya Zuschauer: 50 Schiedsrichter: Bartkowiak / Lakomy |
| 8. Juli 2025 9:30 (CEST) Uhr | meiste Punkte: Zelser 16 | (26:14), (26:10)            | meiste Punkte: Pokorný 12 | Beach Court Nr. 1, Alanya Zuschauer: 50 Schiedsrichter: Bartkowiak / Lakomy |
| 8. Juli 2025 9:30 (CEST) Uhr |                          | Spielbericht Spielstatistik | 2×                        | Beach Court Nr. 1, Alanya Zuschauer: 50 Schiedsrichter: Bartkowiak / Lakomy |

| 8. Juli 2025 10:30 (CEST) Uhr | Portugal                               | 2:0                         | Türkei                  | Beach Court Nr. 1, Alanya Zuschauer: 120 Schiedsrichter: Hascikova / Kellner |
| 8. Juli 2025 10:30 (CEST) Uhr | meiste Punkte: Falco Veloso Ribeiro 10 | (22:10), (16:13)            | meiste Punkte: Simsar 8 | Beach Court Nr. 1, Alanya Zuschauer: 120 Schiedsrichter: Hascikova / Kellner |
| 8. Juli 2025 10:30 (CEST) Uhr | 1×                                     | Spielbericht Spielstatistik | 5×                      | Beach Court Nr. 1, Alanya Zuschauer: 120 Schiedsrichter: Hascikova / Kellner |

| 8. Juli 2025 19:00 (CEST) Uhr | Türkei                   | 0:2                         | Deutschland              | Beach Court Nr. 1, Alanya Zuschauer: 250 Schiedsrichter: Martinez / Rollan |
| 8. Juli 2025 19:00 (CEST) Uhr | meiste Punkte: Simsar 10 | (16:18), (16:20)            | meiste Punkte: Zelser 14 | Beach Court Nr. 1, Alanya Zuschauer: 250 Schiedsrichter: Martinez / Rollan |
| 8. Juli 2025 19:00 (CEST) Uhr | 2× 1×                    | Spielbericht Spielstatistik | 1×                       | Beach Court Nr. 1, Alanya Zuschauer: 250 Schiedsrichter: Martinez / Rollan |

| 8. Juli 2025 19:00 (CEST) Uhr | Tschechien                | 0:2                         | Portugal                       | Beach Court Nr. 2, Alanya Zuschauer: 50 Schiedsrichter: Lackovic / Visnjic |
| 8. Juli 2025 19:00 (CEST) Uhr | meiste Punkte: Pokorný 12 | (18:22), (12:15)            | meiste Punkte: Romão Santos 13 | Beach Court Nr. 2, Alanya Zuschauer: 50 Schiedsrichter: Lackovic / Visnjic |
| 8. Juli 2025 19:00 (CEST) Uhr | 2×                        | Spielbericht Spielstatistik | 3×                             | Beach Court Nr. 2, Alanya Zuschauer: 50 Schiedsrichter: Lackovic / Visnjic |

| 9. Juli 2025 8:30 (CEST) Uhr | Deutschland            | 2:0                         | Portugal                                     | Beach Court Nr. 2, Alanya Zuschauer: 50 Schiedsrichter: Cardone / Manuele |
| 9. Juli 2025 8:30 (CEST) Uhr | meiste Punkte: Herr 23 | (23:22), (26:20)            | meiste Punkte: de Castro Sampaio Ferreira 20 | Beach Court Nr. 2, Alanya Zuschauer: 50 Schiedsrichter: Cardone / Manuele |
| 9. Juli 2025 8:30 (CEST) Uhr | 1×                     | Spielbericht Spielstatistik | 2×                                           | Beach Court Nr. 2, Alanya Zuschauer: 50 Schiedsrichter: Cardone / Manuele |

| 9. Juli 2025 8:30 (CEST) Uhr | Tschechien               | 1:2 n. So.                  | Türkei                  | Beach Court Nr. 1, Alanya Zuschauer: 300 Schiedsrichter: Enache / Radut |
| 9. Juli 2025 8:30 (CEST) Uhr | meiste Punkte: Korbel 16 | (14:19), (28:20), (6:9)     | meiste Punkte: Cakir 21 | Beach Court Nr. 1, Alanya Zuschauer: 300 Schiedsrichter: Enache / Radut |
| 9. Juli 2025 8:30 (CEST) Uhr | 1×                       | Spielbericht Spielstatistik | 1×                      | Beach Court Nr. 1, Alanya Zuschauer: 300 Schiedsrichter: Enache / Radut |

#### Gruppe C
Die Plätze 1–3 qualifizierten sich für die Hauptrunde B und Platz 4 zog in die Trostrunde ein.
| Pl. | Verein     | Sp. | S | N | Sätze | Diff. (S) | Tore      | Diff. (T) | Punkte |
| --- | ---------- | --- | - | - | ----- | --------- | --------- | --------- | ------ |
| 1.  | Spanien    | 3   | 2 | 1 | 05:20 | +3        | 0130:940  | +36       | 04:20  |
| 2.  | Schweden   | 3   | 2 | 1 | 04:20 | +2        | 0118:850  | +33       | 04:20  |
| 3.  | Frankreich | 3   | 2 | 1 | 04:30 | +1        | 0146:1090 | +37       | 04:20  |
| 4.  | Bulgarien  | 3   | 0 | 3 | 00:60 | −6        | 070:1760  | −106      | 00:60  |

| 8. Juli 2025 9:30 (CEST) Uhr | Schweden                 | 2:0                         | Bulgarien                 | Beach Court Nr. 4, Alanya Zuschauer: 100 Schiedsrichter: Lusquiños Feitais / Machado |
| 8. Juli 2025 9:30 (CEST) Uhr | meiste Punkte: Brandt 22 | (32:6), (26:16)             | meiste Punkte: Stanchev 8 | Beach Court Nr. 4, Alanya Zuschauer: 100 Schiedsrichter: Lusquiños Feitais / Machado |
| 8. Juli 2025 9:30 (CEST) Uhr | 1×                       | Spielbericht Spielstatistik | 1×                        | Beach Court Nr. 4, Alanya Zuschauer: 100 Schiedsrichter: Lusquiños Feitais / Machado |

| 8. Juli 2025 9:30 (CEST) Uhr | Spanien                           | 1:2 n. So.                  | Frankreich               | Beach Court Nr. 3, Alanya Zuschauer: 200 Schiedsrichter: Enache / Radut |
| 8. Juli 2025 9:30 (CEST) Uhr | meiste Punkte: Miranda Sirvent 12 | (18:23), (21:20), (6:7)     | meiste Punkte: Akakpo 16 | Beach Court Nr. 3, Alanya Zuschauer: 200 Schiedsrichter: Enache / Radut |
| 8. Juli 2025 9:30 (CEST) Uhr | 4× 1×                             | Spielbericht Spielstatistik | 4×                       | Beach Court Nr. 3, Alanya Zuschauer: 200 Schiedsrichter: Enache / Radut |

| 8. Juli 2025 18:00 (CEST) Uhr | Frankreich                           | 0:2                         | Schweden                                       | Beach Court Nr. 1, Alanya Zuschauer: 140 Schiedsrichter: Hill / Oškera |
| 8. Juli 2025 18:00 (CEST) Uhr | meiste Punkte: Yamdjeu Sangoungou 10 | (18:20), (16:18)            | meiste Punkte: Brandt, Knutsson Olofsson je 10 | Beach Court Nr. 1, Alanya Zuschauer: 140 Schiedsrichter: Hill / Oškera |
| 8. Juli 2025 18:00 (CEST) Uhr | 2×                                   | Spielbericht Spielstatistik | 3×                                             | Beach Court Nr. 1, Alanya Zuschauer: 140 Schiedsrichter: Hill / Oškera |

| 8. Juli 2025 18:00 (CEST) Uhr | Bulgarien                  | 0:2                         | Spanien                                             | Beach Court Nr. 3, Alanya Zuschauer: 100 Schiedsrichter: Cardone / Manuele |
| 8. Juli 2025 18:00 (CEST) Uhr | meiste Punkte: Stanchev 10 | (16:28), (6:28)             | meiste Punkte: Martin Ruiz, Serrano Rodriguez je 14 | Beach Court Nr. 3, Alanya Zuschauer: 100 Schiedsrichter: Cardone / Manuele |
| 8. Juli 2025 18:00 (CEST) Uhr | 3×                         | Spielbericht Spielstatistik | 2×                                                  | Beach Court Nr. 3, Alanya Zuschauer: 100 Schiedsrichter: Cardone / Manuele |

| 9. Juli 2025 7:30 (CEST) Uhr | Frankreich               | 2:0                         | Bulgarien               | Beach Court Nr. 4, Alanya Zuschauer: 80 Schiedsrichter: Stumpfe / Deiters |
| 9. Juli 2025 7:30 (CEST) Uhr | meiste Punkte: Dubois 14 | (36:18), (26:8)             | meiste Punkte: Yorgov 8 | Beach Court Nr. 4, Alanya Zuschauer: 80 Schiedsrichter: Stumpfe / Deiters |
| 9. Juli 2025 7:30 (CEST) Uhr |                          | Spielbericht Spielstatistik | 2×                      | Beach Court Nr. 4, Alanya Zuschauer: 80 Schiedsrichter: Stumpfe / Deiters |

| 9. Juli 2025 7:30 (CEST) Uhr | Spanien                                   | 2:0                         | Schweden                 | Beach Court Nr. 3, Alanya Zuschauer: 60 Schiedsrichter: Lusquiños Feitais / Machado |
| 9. Juli 2025 7:30 (CEST) Uhr | meiste Punkte: Cervera Perez de Vargas 10 | (14:10), (15:12)            | meiste Punkte: Brandt 14 | Beach Court Nr. 3, Alanya Zuschauer: 60 Schiedsrichter: Lusquiños Feitais / Machado |
| 9. Juli 2025 7:30 (CEST) Uhr | 2×                                        | Spielbericht Spielstatistik |                          | Beach Court Nr. 3, Alanya Zuschauer: 60 Schiedsrichter: Lusquiños Feitais / Machado |

#### Gruppe D
Die Plätze 1–3 qualifizierten sich für die Hauptrunde B und Platz 4 zog in die Trostrunde ein.
| Pl. | Verein   | Sp. | S | N | Sätze | Diff. (S) | Tore      | Diff. (T) | Punkte |
| --- | -------- | --- | - | - | ----- | --------- | --------- | --------- | ------ |
| 1.  | Ungarn   | 3   | 3 | 0 | 06:10 | +5        | 0150:1160 | +34       | 06:00  |
| 2.  | Norwegen | 3   | 2 | 1 | 04:20 | +2        | 0125:1160 | +9        | 04:20  |
| 3.  | Italien  | 3   | 1 | 2 | 03:50 | −2        | 0140:1460 | −6        | 02:40  |
| 4.  | Ukraine  | 3   | 0 | 3 | 01:60 | −5        | 0118:1550 | −37       | 00:60  |

| 8. Juli 2025 10:30 (CEST) Uhr | Ungarn                  | 2:0                         | Ukraine                     | Beach Court Nr. 2, Alanya Zuschauer: 50 Schiedsrichter: Stumpfe / Deiters |
| 8. Juli 2025 10:30 (CEST) Uhr | meiste Punkte: Gyene 17 | (23:18), (25:14)            | meiste Punkte: Tsymbaliu 14 | Beach Court Nr. 2, Alanya Zuschauer: 50 Schiedsrichter: Stumpfe / Deiters |
| 8. Juli 2025 10:30 (CEST) Uhr |                         | Spielbericht Spielstatistik | 3×                          | Beach Court Nr. 2, Alanya Zuschauer: 50 Schiedsrichter: Stumpfe / Deiters |

| 8. Juli 2025 10:30 (CEST) Uhr | Norwegen                | 2:0                         | Italien                       | Beach Court Nr. 4, Alanya Zuschauer: 40 Schiedsrichter: Bilgi / Cetindemir |
| 8. Juli 2025 10:30 (CEST) Uhr | meiste Punkte: Åndal 13 | (27:20), (15:12)            | meiste Punkte: Notarangelo 10 | Beach Court Nr. 4, Alanya Zuschauer: 40 Schiedsrichter: Bilgi / Cetindemir |
| 8. Juli 2025 10:30 (CEST) Uhr | 1×                      | Spielbericht Spielstatistik | 2×                            | Beach Court Nr. 4, Alanya Zuschauer: 40 Schiedsrichter: Bilgi / Cetindemir |

| 8. Juli 2025 19:00 (CEST) Uhr | Ukraine                        | 0:2                         | Norwegen                | Beach Court Nr. 4, Alanya Zuschauer: 200 Schiedsrichter: Enache / Radut |
| 8. Juli 2025 19:00 (CEST) Uhr | meiste Punkte: Kopyshynskyi 12 | (14:29), (16:18)            | meiste Punkte: Åndal 15 | Beach Court Nr. 4, Alanya Zuschauer: 200 Schiedsrichter: Enache / Radut |
| 8. Juli 2025 19:00 (CEST) Uhr | 2×                             | Spielbericht Spielstatistik | 2×                      | Beach Court Nr. 4, Alanya Zuschauer: 200 Schiedsrichter: Enache / Radut |

| 8. Juli 2025 19:00 (CEST) Uhr | Italien                        | 1:2 n. So.                  | Ungarn                            | Beach Court Nr. 3, Alanya Zuschauer: 100 Schiedsrichter: Hascikova / Kellner |
| 8. Juli 2025 19:00 (CEST) Uhr | meiste Punkte: Balogh Sedda 16 | (22:24), (20:14), (6:10)    | meiste Punkte: Vizes, Gyene je 14 | Beach Court Nr. 3, Alanya Zuschauer: 100 Schiedsrichter: Hascikova / Kellner |
| 8. Juli 2025 19:00 (CEST) Uhr | 1×                             | Spielbericht Spielstatistik |                                   | Beach Court Nr. 3, Alanya Zuschauer: 100 Schiedsrichter: Hascikova / Kellner |

| 8. Juli 2025 7:30 (CEST) Uhr | Ungarn                  | 2:0                         | Norwegen                   | Beach Court Nr. 2, Alanya Zuschauer: 50 Schiedsrichter: Bartkowiak / Lakomy |
| 8. Juli 2025 7:30 (CEST) Uhr | meiste Punkte: Gyene 16 | (24:20), (30:16)            | meiste Punkte: Daviknes 18 | Beach Court Nr. 2, Alanya Zuschauer: 50 Schiedsrichter: Bartkowiak / Lakomy |
| 8. Juli 2025 7:30 (CEST) Uhr | 3×                      | Spielbericht Spielstatistik | 2×                         | Beach Court Nr. 2, Alanya Zuschauer: 50 Schiedsrichter: Bartkowiak / Lakomy |

| 8. Juli 2025 8:30 (CEST) Uhr | Ukraine                        | 1:2 n. So.                     | Italien                       | Beach Court Nr. 4, Alanya Zuschauer: 80 Schiedsrichter: Lackovic / Visnjic |
| 8. Juli 2025 8:30 (CEST) Uhr | meiste Punkte: Kopyshynskyi 22 | (22:27), (22:20 (GG)), (12:13) | meiste Punkte: Notarangelo 14 | Beach Court Nr. 4, Alanya Zuschauer: 80 Schiedsrichter: Lackovic / Visnjic |
| 8. Juli 2025 8:30 (CEST) Uhr | 1×                             | Spielbericht Spielstatistik    | 1×                            | Beach Court Nr. 4, Alanya Zuschauer: 80 Schiedsrichter: Lackovic / Visnjic |

### Trostrunde
Die Gruppenletzten der Vorrundengruppen spielten in der Trostrunde um die Plätze 13–16.
Dabei qualifizierten sich Platz 1–2 für das Platzierungsspiel um Platz 13. Platz 3–4 qualifizierten sich für das Platzierungsspiel um Platz 15.
| Pl. | Verein     | Sp. | S | N | Sätze | Diff. (S) | Tore      | Diff. (T) | Punkte |
| --- | ---------- | --- | - | - | ----- | --------- | --------- | --------- | ------ |
| 1.  | Bulgarien  | 3   | 3 | 0 | 06:10 | +5        | 0142:1160 | +26       | 06:00  |
| 2.  | Tschechien | 3   | 2 | 1 | 04:30 | +1        | 0136:1200 | +16       | 04:20  |
| 3.  | Ukraine    | 3   | 1 | 2 | 04:40 | ±0        | 0127:1100 | +17       | 02:40  |
| 4.  | Malta      | 3   | 0 | 3 | 00:60 | −6        | 073:1320  | −59       | 00:60  |

| 10. Juli 2025 18:00 (CEST) Uhr | Malta                       | 0:2                         | Tschechien               | Beach Court Nr. 4, Alanya Zuschauer: 100 Schiedsrichter: Martinez / Rollan |
| 10. Juli 2025 18:00 (CEST) Uhr | meiste Punkte: M.Spiteri 10 | (14:26), (15:20)            | meiste Punkte: Korbel 16 | Beach Court Nr. 4, Alanya Zuschauer: 100 Schiedsrichter: Martinez / Rollan |
| 10. Juli 2025 18:00 (CEST) Uhr | 1×                          | Spielbericht Spielstatistik |                          | Beach Court Nr. 4, Alanya Zuschauer: 100 Schiedsrichter: Martinez / Rollan |

| 10. Juli 2025 19:00 (CEST) Uhr | Bulgarien                 | 2:1 n. So.                  | Ukraine                        | Beach Court Nr. 4, Alanya Zuschauer: 200 Schiedsrichter: Bilgi / Cetindemir |
| 10. Juli 2025 19:00 (CEST) Uhr | meiste Punkte: Hyusein 14 | (20:18), (18:20), (10:6)    | meiste Punkte: Kopyshynskyi 18 | Beach Court Nr. 4, Alanya Zuschauer: 200 Schiedsrichter: Bilgi / Cetindemir |
| 10. Juli 2025 19:00 (CEST) Uhr | 4×                        | Spielbericht Spielstatistik | 1×                             | Beach Court Nr. 4, Alanya Zuschauer: 200 Schiedsrichter: Bilgi / Cetindemir |

| 11. Juli 2025 17:00 (CEST) Uhr | Bulgarien                | 2:0                         | Malta                       | Beach Court Nr. 3, Alanya Zuschauer: 50 Schiedsrichter: Lackovic / Visnjic |
| 11. Juli 2025 17:00 (CEST) Uhr | meiste Punkte: Yorgov 12 | (22:12), (20:16)            | meiste Punkte: M.Spiteri 10 | Beach Court Nr. 3, Alanya Zuschauer: 50 Schiedsrichter: Lackovic / Visnjic |
| 11. Juli 2025 17:00 (CEST) Uhr | 2×                       | Spielbericht Spielstatistik | 5×                          | Beach Court Nr. 3, Alanya Zuschauer: 50 Schiedsrichter: Lackovic / Visnjic |

| 11. Juli 2025 18:00 (CEST) Uhr | Tschechien               | 2:1 n. So.                  | Ukraine                        | Beach Court Nr. 3, Alanya Zuschauer: 50 Schiedsrichter: Hascikova / Kellner |
| 11. Juli 2025 18:00 (CEST) Uhr | meiste Punkte: Kadlec 14 | (14:21), (24:12), (8:6)     | meiste Punkte: Kopyshynskyi 15 | Beach Court Nr. 3, Alanya Zuschauer: 50 Schiedsrichter: Hascikova / Kellner |
| 11. Juli 2025 18:00 (CEST) Uhr | 1×                       | Spielbericht Spielstatistik | 1×                             | Beach Court Nr. 3, Alanya Zuschauer: 50 Schiedsrichter: Hascikova / Kellner |

| 12. Juli 2025 9:30 (CEST) Uhr | Ukraine                      | 2:0                         | Malta                    | Beach Court Nr. 1, Alanya Zuschauer: 50 Schiedsrichter: Bilgi / Cetindemir |
| 12. Juli 2025 9:30 (CEST) Uhr | meiste Punkte: Tsymbaliuk 14 | (18:6), (26:10)             | meiste Punkte: Seifert 8 | Beach Court Nr. 1, Alanya Zuschauer: 50 Schiedsrichter: Bilgi / Cetindemir |
| 12. Juli 2025 9:30 (CEST) Uhr | 1×                           | Spielbericht Spielstatistik | 1×                       | Beach Court Nr. 1, Alanya Zuschauer: 50 Schiedsrichter: Bilgi / Cetindemir |

| 12. Juli 2025 9:30 (CEST) Uhr | Tschechien                | 0:2                         | Bulgarien                | Beach Court Nr. 2, Alanya Zuschauer: 100 Schiedsrichter: Stumpfe / Deiters |
| 12. Juli 2025 9:30 (CEST) Uhr | meiste Punkte: Pokorný 14 | (18:25), (26:27)            | meiste Punkte: Petkov 25 | Beach Court Nr. 2, Alanya Zuschauer: 100 Schiedsrichter: Stumpfe / Deiters |
| 12. Juli 2025 9:30 (CEST) Uhr |                           | Spielbericht Spielstatistik | 1×                       | Beach Court Nr. 2, Alanya Zuschauer: 100 Schiedsrichter: Stumpfe / Deiters |

### Hauptrunde

#### Hauptrundengruppe A
In der Hauptrundengruppe A trafen die qualifizierten Teams in der Vorrundengruppe A (Dänemark, Kroatien, Polen) und der Vorrundengruppe B (Deutschland, Portugal, Türkei) aufeinander. Die dort gegeneinander erzielten Ergebnisse wurden in die Hauptrundengruppe übernommen.
Die Mannschaften aus Deutschland, Dänemark, Kroatien und Portugal qualifizierten sich für das Viertelfinale. Die Teams auf den Plätzen 5 bis 6 spielten um die Plätze 9–12.
| Pl. | Verein      | Sp. | S | N | Sätze  | Diff. (S) | Tore      | Diff. (T) | Punkte |
| --- | ----------- | --- | - | - | ------ | --------- | --------- | --------- | ------ |
| 1.  | Deutschland | 5   | 4 | 1 | 09:20  | +7        | 0240:1990 | +41       | 08:20  |
| 2.  | Dänemark    | 5   | 4 | 1 | 08:30  | +5        | 0226:1960 | +30       | 08:20  |
| 3.  | Kroatien    | 5   | 4 | 1 | 08:50  | +3        | 0251:2320 | +19       | 08:20  |
| 4.  | Portugal    | 5   | 2 | 3 | 06:60  | ±0        | 0213:2100 | +3        | 04:60  |
| 5.  | Polen       | 5   | 1 | 4 | 03:80  | −5        | 0209:2410 | −32       | 02:80  |
| 6.  | Türkei      | 5   | 0 | 5 | 00:100 | −10       | 0156:2170 | −61       | 00:100 |

| 09. Juli 2025 17:00 (CEST) Uhr | Deutschland            | 2:0                         | Polen                     | Beach Court Nr. 2, Alanya Zuschauer: 150 Schiedsrichter: Hill / Oškera |
| 09. Juli 2025 17:00 (CEST) Uhr | meiste Punkte: John 18 | (26:20), (30:18)            | meiste Punkte: Renicki 14 | Beach Court Nr. 2, Alanya Zuschauer: 150 Schiedsrichter: Hill / Oškera |
| 09. Juli 2025 17:00 (CEST) Uhr | 1×                     | Spielbericht Spielstatistik | 1×                        | Beach Court Nr. 2, Alanya Zuschauer: 150 Schiedsrichter: Hill / Oškera |

| 9. Juli 2025 17:00 (CEST) Uhr | Dänemark                              | 2:1 n. So.                  | Portugal                                     | Beach Court Nr. 1, Alanya Zuschauer: 300 Schiedsrichter: Martinez / Rollan |
| 9. Juli 2025 17:00 (CEST) Uhr | meiste Punkte: Andersen, Jensen je 13 | (16:17), (23:16), (9:8)     | meiste Punkte: de Castro Sampaio Ferreira 12 | Beach Court Nr. 1, Alanya Zuschauer: 300 Schiedsrichter: Martinez / Rollan |
| 9. Juli 2025 17:00 (CEST) Uhr | 2×                                    | Spielbericht Spielstatistik | 3×                                           | Beach Court Nr. 1, Alanya Zuschauer: 300 Schiedsrichter: Martinez / Rollan |

| 9. Juli 2025 18:00 (CEST) Uhr | Kroatien               | 2:0                         | Türkei                  | Beach Court Nr. 1, Alanya Zuschauer: 80 Schiedsrichter: Cardone / Manuele |
| 9. Juli 2025 18:00 (CEST) Uhr | meiste Punkte: Bura 14 | (22:17), (24:18)            | meiste Punkte: Cakir 16 | Beach Court Nr. 1, Alanya Zuschauer: 80 Schiedsrichter: Cardone / Manuele |
| 9. Juli 2025 18:00 (CEST) Uhr | 1×                     | Spielbericht Spielstatistik | 2×                      | Beach Court Nr. 1, Alanya Zuschauer: 80 Schiedsrichter: Cardone / Manuele |

| 10. Juli 2025 18:00 (CEST) Uhr | Deutschland            | 1:2 n. So.                  | Kroatien               | Beach Court Nr. 2, Alanya Zuschauer: 350 Schiedsrichter: Enache / Radut |
| 10. Juli 2025 18:00 (CEST) Uhr | meiste Punkte: Herr 18 | (20:26), (22:13), (8:10)    | meiste Punkte: Bura 19 | Beach Court Nr. 2, Alanya Zuschauer: 350 Schiedsrichter: Enache / Radut |
| 10. Juli 2025 18:00 (CEST) Uhr | 2×                     | Spielbericht Spielstatistik | 2×                     | Beach Court Nr. 2, Alanya Zuschauer: 350 Schiedsrichter: Enache / Radut |

| 10. Juli 2025 18:00 (CEST) Uhr | Portugal                       | 2:0                         | Polen                          | Beach Court Nr. 3, Alanya Zuschauer: 200 Schiedsrichter: Cardone / Manuele |
| 10. Juli 2025 18:00 (CEST) Uhr | meiste Punkte: Romão Santos 16 | (21:18), (22:20)            | meiste Punkte: Andrzejewski 12 | Beach Court Nr. 3, Alanya Zuschauer: 200 Schiedsrichter: Cardone / Manuele |
| 10. Juli 2025 18:00 (CEST) Uhr | 3×                             | Spielbericht Spielstatistik | 2×                             | Beach Court Nr. 3, Alanya Zuschauer: 200 Schiedsrichter: Cardone / Manuele |

| 10. Juli 2025 18:00 (CEST) Uhr | Türkei                   | 0:2                         | Dänemark               | Beach Court Nr. 1, Alanya Zuschauer: 350 |
| 10. Juli 2025 18:00 (CEST) Uhr | meiste Punkte: Simsar 10 | (14:21), (18:25)            | meiste Punkte: Møss 14 | Beach Court Nr. 1, Alanya Zuschauer: 350 |
| 10. Juli 2025 18:00 (CEST) Uhr | 1×                       | Spielbericht Spielstatistik | 1×                     | Beach Court Nr. 1, Alanya Zuschauer: 350 |

| 11. Juli 2025 7:30 (CEST) Uhr | Kroatien               | 2:1 n. So.                     | Portugal                                                                         | Beach Court Nr. 2, Alanya Zuschauer: 100 Schiedsrichter: Hill / Oškera |
| 11. Juli 2025 7:30 (CEST) Uhr | meiste Punkte: Bura 24 | (18:19 (GG)), (23:20), (11:10) | meiste Punkte: Romão Santos, de Castro Sampaio Ferreira, Loureiro Nogueira je 10 | Beach Court Nr. 2, Alanya Zuschauer: 100 Schiedsrichter: Hill / Oškera |
| 11. Juli 2025 7:30 (CEST) Uhr | 3×                     | Spielbericht Spielstatistik    | 2×                                                                               | Beach Court Nr. 2, Alanya Zuschauer: 100 Schiedsrichter: Hill / Oškera |

| 11. Juli 2025 7:30 (CEST) Uhr | Dänemark                   | 0:2                         | Deutschland            | Beach Court Nr. 1, Alanya Zuschauer: 400 Schiedsrichter: Cardone / Manuele |
| 11. Juli 2025 7:30 (CEST) Uhr | meiste Punkte: Andersen 12 | (18:26), (20:21)            | meiste Punkte: Herr 14 | Beach Court Nr. 1, Alanya Zuschauer: 400 Schiedsrichter: Cardone / Manuele |
| 11. Juli 2025 7:30 (CEST) Uhr | 1×                         | Spielbericht Spielstatistik | 2×                     | Beach Court Nr. 1, Alanya Zuschauer: 400 Schiedsrichter: Cardone / Manuele |

| 11. Juli 2025 8:30 (CEST) Uhr | Polen                         | 2:0                         | Türkei                   | Beach Court Nr. 1, Alanya Zuschauer: 60 Schiedsrichter: Lackovic / Visnjic |
| 11. Juli 2025 8:30 (CEST) Uhr | meiste Punkte: Fabianowicz 20 | (25:20), (24:14)            | meiste Punkte: Simsar 15 | Beach Court Nr. 1, Alanya Zuschauer: 60 Schiedsrichter: Lackovic / Visnjic |
| 11. Juli 2025 8:30 (CEST) Uhr | 3×                            | Spielbericht Spielstatistik | 1×                       | Beach Court Nr. 1, Alanya Zuschauer: 60 Schiedsrichter: Lackovic / Visnjic |

#### Hauptrundengruppe B
In der Hauptrundengruppe B trafen die in der Vorrundengruppe C (Spanien, Schweden, Frankreich) und der Vorrundengruppe D (Ungarn, Norwegen, Italien) qualifizierten Teams aufeinander. Die dort gegeneinander erzielten Ergebnisse wurden in die Hauptrundengruppe übernommen.
Die Mannschaften aus Ungarn, Frankreich, Spanien und Italien qualifizierten sich für das Viertelfinale. Die Teams auf den Plätzen 5 bis 6 spielten um die Plätze 9–12.
| Pl. | Verein     | Sp. | S | N | Sätze | Diff. (S) | Tore      | Diff. (T) | Punkte |
| --- | ---------- | --- | - | - | ----- | --------- | --------- | --------- | ------ |
| 1.  | Ungarn     | 5   | 4 | 1 | 09:30 | +6        | 0251:2160 | +35       | 08:20  |
| 2.  | Frankreich | 5   | 3 | 2 | 07:60 | +1        | 0243:2310 | +12       | 06:40  |
| 3.  | Spanien    | 5   | 3 | 2 | 07:50 | +2        | 0217:2100 | +7        | 06:40  |
| 4.  | Italien    | 5   | 2 | 3 | 05:80 | −3        | 0211:2450 | −34       | 04:60  |
| 5.  | Schweden   | 5   | 2 | 3 | 05:60 | −1        | 0204:2010 | +3        | 04:60  |
| 6.  | Norwegen   | 5   | 1 | 4 | 03:80 | −5        | 0222:2450 | −23       | 02:80  |

| 9. Juli 2025 17:00 (CEST) Uhr | Spanien                             | 2:1 n. So.                  | Norwegen                | Beach Court Nr. 3, Alanya Zuschauer: 100 Schiedsrichter: Lackovic / Visnjic |
| 9. Juli 2025 17:00 (CEST) Uhr | meiste Punkte: Serrano Rodriguez 24 | (23:20), (24:31), (9:6)     | meiste Punkte: Åndal 24 | Beach Court Nr. 3, Alanya Zuschauer: 100 Schiedsrichter: Lackovic / Visnjic |
| 9. Juli 2025 17:00 (CEST) Uhr | 4×                                  | Spielbericht Spielstatistik |                         | Beach Court Nr. 3, Alanya Zuschauer: 100 Schiedsrichter: Lackovic / Visnjic |

| 9. Juli 2025 18:00 (CEST) Uhr | Schweden                    | 1:2 n. So.                  | Italien                  | Beach Court Nr. 3, Alanya Zuschauer: 100 Schiedsrichter: Bilgi / Cetindemir |
| 9. Juli 2025 18:00 (CEST) Uhr | meiste Punkte: Paldanius 16 | (34:24), (18:20), (4:5)     | meiste Punkte: Benini 14 | Beach Court Nr. 3, Alanya Zuschauer: 100 Schiedsrichter: Bilgi / Cetindemir |
| 9. Juli 2025 18:00 (CEST) Uhr | 1×                          | Spielbericht Spielstatistik | 1×                       | Beach Court Nr. 3, Alanya Zuschauer: 100 Schiedsrichter: Bilgi / Cetindemir |

| 9. Juli 2025 18:00 (CEST) Uhr | Ungarn                  | 1:2 n. So.                  | Frankreich                | Beach Court Nr. 2, Alanya Zuschauer: 210 Schiedsrichter: Enache / Radut |
| 9. Juli 2025 18:00 (CEST) Uhr | meiste Punkte: Gyene 13 | (27:24), (20:22), (2:9)     | meiste Punkte: Quintin 16 | Beach Court Nr. 2, Alanya Zuschauer: 210 Schiedsrichter: Enache / Radut |
| 9. Juli 2025 18:00 (CEST) Uhr | 1×                      | Spielbericht Spielstatistik | 2×                        | Beach Court Nr. 2, Alanya Zuschauer: 210 Schiedsrichter: Enache / Radut |

| 10. Juli 2025 19:00 (CEST) Uhr | Norwegen                | 0:2                         | Frankreich                                      | Beach Court Nr. 1, Alanya Zuschauer: 350 Schiedsrichter: Lusquiños Feitais / Machado |
| 10. Juli 2025 19:00 (CEST) Uhr | meiste Punkte: Åndal 22 | (19:20), (28:30)            | meiste Punkte: Yamdjeu Sangoungou, Dubois je 12 | Beach Court Nr. 1, Alanya Zuschauer: 350 Schiedsrichter: Lusquiños Feitais / Machado |
| 10. Juli 2025 19:00 (CEST) Uhr | 3×                      | Spielbericht Spielstatistik | 1×                                              | Beach Court Nr. 1, Alanya Zuschauer: 350 Schiedsrichter: Lusquiños Feitais / Machado |

| 10. Juli 2025 19:00 (CEST) Uhr | Ungarn                | 2:0                         | Schweden                            | Beach Court Nr. 2, Alanya Zuschauer: 60 Schiedsrichter: Stumpfe / Deiters |
| 10. Juli 2025 19:00 (CEST) Uhr | meiste Punkte: Kun 16 | (24:17), (25:18)            | meiste Punkte: Knutsson Olofsson 10 | Beach Court Nr. 2, Alanya Zuschauer: 60 Schiedsrichter: Stumpfe / Deiters |
| 10. Juli 2025 19:00 (CEST) Uhr | 1×                    | Spielbericht Spielstatistik | 3× 1×                               | Beach Court Nr. 2, Alanya Zuschauer: 60 Schiedsrichter: Stumpfe / Deiters |

| 10. Juli 2025 19:00 (CEST) Uhr | Italien                      | 0:2                         | Spanien                                   | Beach Court Nr. 3, Alanya Zuschauer: 100 Schiedsrichter: Hascikova / Kellner |
| 10. Juli 2025 19:00 (CEST) Uhr | meiste Punkte: Notarangelo 8 | (18:25), (12:20)            | meiste Punkte: Cervera Perez de Vargas 14 | Beach Court Nr. 3, Alanya Zuschauer: 100 Schiedsrichter: Hascikova / Kellner |
| 10. Juli 2025 19:00 (CEST) Uhr | 1×                           | Spielbericht Spielstatistik | 2×                                        | Beach Court Nr. 3, Alanya Zuschauer: 100 Schiedsrichter: Hascikova / Kellner |

| 11. Juli 2025 7:30 (CEST) Uhr | Frankreich               | 1:2 n. So.                  | Italien                                      | Beach Court Nr. 3, Alanya Zuschauer: 100 Schiedsrichter: Bilgi / Cetindemir |
| 11. Juli 2025 7:30 (CEST) Uhr | meiste Punkte: Dubois 22 | (22:24), (24:18), (8:10)    | meiste Punkte: Degiorgio, Balogh Sedda je 12 | Beach Court Nr. 3, Alanya Zuschauer: 100 Schiedsrichter: Bilgi / Cetindemir |
| 11. Juli 2025 7:30 (CEST) Uhr | 2×                       | Spielbericht Spielstatistik | 2×                                           | Beach Court Nr. 3, Alanya Zuschauer: 100 Schiedsrichter: Bilgi / Cetindemir |

| 11. Juli 2025 8:30 (CEST) Uhr | Spanien                             | 0:2                         | Ungarn                  | Beach Court Nr. 3, Alanya Zuschauer: 150 Schiedsrichter: Bartkowiak / Lakomy |
| 11. Juli 2025 8:30 (CEST) Uhr | meiste Punkte: Serrano Rodriguez 14 | (20:27), (22:24)            | meiste Punkte: Gyene 23 | Beach Court Nr. 3, Alanya Zuschauer: 150 Schiedsrichter: Bartkowiak / Lakomy |
| 11. Juli 2025 8:30 (CEST) Uhr | 2×                                  | Spielbericht Spielstatistik | 2× 1×                   | Beach Court Nr. 3, Alanya Zuschauer: 150 Schiedsrichter: Bartkowiak / Lakomy |

| 11. Juli 2025 8:30 (CEST) Uhr | Schweden                 | 2:0                             | Norwegen                  | Beach Court Nr. 2, Alanya Zuschauer: 200 Schiedsrichter: Enache / Radut |
| 11. Juli 2025 8:30 (CEST) Uhr | meiste Punkte: Brandt 28 | (30:22), (23:18)                | meiste Punkte: Schultz 14 | Beach Court Nr. 2, Alanya Zuschauer: 200 Schiedsrichter: Enache / Radut |
| 11. Juli 2025 8:30 (CEST) Uhr | 2×                       | [Spielbericht] [Spielstatistik] | 2×                        | Beach Court Nr. 2, Alanya Zuschauer: 200 Schiedsrichter: Enache / Radut |

### Finalrunde
| Viertelfinale        | Viertelfinale        | Viertelfinale        |                      |                      | Halbfinale           | Halbfinale | Halbfinale |                  |                  | Finale           | Finale | Finale |
|                      |                      |                      |                      |                      |                      |            |            |                  |                  |                  |        |        |
| A1                   | Deutschland          | 2                    |                      |                      |                      |            |            |                  |                  |                  |        |        |
| B4                   | Italien              | 0                    |                      |                      |                      |            |            |                  |                  |                  |        |        |
|                      |                      |                      | A1                   | Deutschland          | 2*                   |            |            |                  |                  |                  |        |        |
|                      |                      |                      |                      | A3                   | Kroatien             | 1          |            |                  |                  |                  |        |        |
| B2                   | Frankreich           | 1                    | * Sieg nach Shootout | * Sieg nach Shootout | * Sieg nach Shootout |            |            |                  |                  |                  |        |        |
| A3                   | Kroatien             | 2*                   |                      |                      |                      |            | Endspiel   | Endspiel         | Endspiel         |                  |        |        |
| * Sieg nach Shootout | * Sieg nach Shootout | * Sieg nach Shootout | A1                   | Deutschland          | 2*                   |            |            |                  |                  |                  |        |        |
|                      |                      |                      |                      | B3                   | Spanien              | 1          |            |                  |                  |                  |        |        |
| A2                   | Dänemark             | 1                    | * Sieg nach Shootout | * Sieg nach Shootout | * Sieg nach Shootout |            |            |                  |                  |                  |        |        |
| B3                   | Spanien              | 2*                   |                      |                      |                      |            |            |                  |                  |                  |        |        |
| * Sieg nach Shootout | * Sieg nach Shootout | * Sieg nach Shootout | B1                   | Ungarn               | 1                    |            |            |                  |                  |                  |        |        |
|                      |                      |                      |                      | B3                   | Spanien              | 2*         |            | Spiel um Platz 3 | Spiel um Platz 3 | Spiel um Platz 3 |        |        |
| B1                   | Ungarn               | 2*                   | * Sieg nach Shootout | * Sieg nach Shootout | * Sieg nach Shootout | A3         | Kroatien   | 2*               |                  |                  |        |        |
| A4                   | Portugal             | 1                    |                      |                      |                      |            | B1         | Ungarn           | 1                |                  |        |        |
| * Sieg nach Shootout | * Sieg nach Shootout | * Sieg nach Shootout | * Sieg nach Shootout | * Sieg nach Shootout | * Sieg nach Shootout |            |            |                  |                  |                  |        |        |

#### Viertelfinale
| 11. Juli 2025 17:00 (CEST) Uhr | Deutschland            | 2:0                         | Italien                     | Beach Court Nr. 1, Alanya Zuschauer: 60 Schiedsrichter: Bartkowiak / Lakomy |
| 11. Juli 2025 17:00 (CEST) Uhr | meiste Punkte: John 22 | (22:20), (27:20)            | meiste Punkte: Degiorgio 12 | Beach Court Nr. 1, Alanya Zuschauer: 60 Schiedsrichter: Bartkowiak / Lakomy |
| 11. Juli 2025 17:00 (CEST) Uhr | 2×                     | Spielbericht Spielstatistik | 2×                          | Beach Court Nr. 1, Alanya Zuschauer: 60 Schiedsrichter: Bartkowiak / Lakomy |

| 11. Juli 2025 17:00 (CEST) Uhr | Ungarn                  | 2:1 n. So.                  | Portugal                      | Beach Court Nr. 2, Alanya Zuschauer: 300 Schiedsrichter: Bilgi / Cetindemir |
| 11. Juli 2025 17:00 (CEST) Uhr | meiste Punkte: Gyene 18 | (16:17), (26:14), (7:6)     | meiste Punkte: Silva Gomes 16 | Beach Court Nr. 2, Alanya Zuschauer: 300 Schiedsrichter: Bilgi / Cetindemir |
| 11. Juli 2025 17:00 (CEST) Uhr | 1×                      | Spielbericht Spielstatistik |                               | Beach Court Nr. 2, Alanya Zuschauer: 300 Schiedsrichter: Bilgi / Cetindemir |

| 11. Juli 2025 18:00 (CEST) Uhr | Dänemark               | 1:2 n. So.                  | Spanien                                   | Beach Court Nr. 1, Alanya Zuschauer: 350 Schiedsrichter: Stumpfe / Deiters |
| 11. Juli 2025 18:00 (CEST) Uhr | meiste Punkte: Just 14 | (20:21), (26:24), (8:10)    | meiste Punkte: Cervera Perez de Vargas 20 | Beach Court Nr. 1, Alanya Zuschauer: 350 Schiedsrichter: Stumpfe / Deiters |
| 11. Juli 2025 18:00 (CEST) Uhr | 3×                     | Spielbericht Spielstatistik | 3×                                        | Beach Court Nr. 1, Alanya Zuschauer: 350 Schiedsrichter: Stumpfe / Deiters |

| 11. Juli 2025 18:00 (CEST) Uhr | Frankreich               | 1:2 n. So.                  | Kroatien               | Beach Court Nr. 2, Alanya Zuschauer: 300 Schiedsrichter: Martinez / Rollan |
| 11. Juli 2025 18:00 (CEST) Uhr | meiste Punkte: Dubois 12 | (22:18), (22:26), (8:10)    | meiste Punkte: Bura 27 | Beach Court Nr. 2, Alanya Zuschauer: 300 Schiedsrichter: Martinez / Rollan |
| 11. Juli 2025 18:00 (CEST) Uhr | 1×                       | Spielbericht Spielstatistik | 3×                     | Beach Court Nr. 2, Alanya Zuschauer: 300 Schiedsrichter: Martinez / Rollan |

#### Kreuzspiele 5–8
| 12. Juli 2025 10:30 (CEST) Uhr | Italien                       | 0:2                         | Frankreich                                      | Beach Court Nr. 2, Alanya Zuschauer: 100 Schiedsrichter: Hill / Oškera |
| 12. Juli 2025 10:30 (CEST) Uhr | meiste Punkte: Notarangelo 10 | (24:25), (18:22)            | meiste Punkte: Dubois, Yamdjeu Sangoungou je 10 | Beach Court Nr. 2, Alanya Zuschauer: 100 Schiedsrichter: Hill / Oškera |
| 12. Juli 2025 10:30 (CEST) Uhr | 2×                            | Spielbericht Spielstatistik | 2× 1×                                           | Beach Court Nr. 2, Alanya Zuschauer: 100 Schiedsrichter: Hill / Oškera |

| 12. Juli 2025 10:30 (CEST) Uhr | Portugal                                                           | 2:1 n. So.                   | Dänemark               | Beach Court Nr. 1, Alanya Zuschauer: 200 Schiedsrichter: Hascikova / Kellner |
| 12. Juli 2025 10:30 (CEST) Uhr | meiste Punkte: de Castro Sampaio Ferreira, Loureiro Nogueira je 10 | (16:18), (17:16 (GG)), (7:6) | meiste Punkte: Just 12 | Beach Court Nr. 1, Alanya Zuschauer: 200 Schiedsrichter: Hascikova / Kellner |
| 12. Juli 2025 10:30 (CEST) Uhr | 1×                                                                 | Spielbericht Spielstatistik  | 2×                     | Beach Court Nr. 1, Alanya Zuschauer: 200 Schiedsrichter: Hascikova / Kellner |

#### Halbfinale
| 12. Juli 2025 19:00 (CEST) Uhr | Deutschland            | 2:1 n. So.                  | Kroatien               | Beach Court Nr. 1, Alanya Zuschauer: 450 Schiedsrichter: Bartkowiak / Lakomy |
| 12. Juli 2025 19:00 (CEST) Uhr | meiste Punkte: Herr 14 | (18:26), (22:20), (7:6)     | meiste Punkte: Bura 14 | Beach Court Nr. 1, Alanya Zuschauer: 450 Schiedsrichter: Bartkowiak / Lakomy |
| 12. Juli 2025 19:00 (CEST) Uhr | 3×                     | Spielbericht Spielstatistik | 2×                     | Beach Court Nr. 1, Alanya Zuschauer: 450 Schiedsrichter: Bartkowiak / Lakomy |

| 12. Juli 2025 20:00 (CEST) Uhr | Ungarn                  | 1.2 n. So.                  | Spanien                                   | Beach Court Nr. 1, Alanya Zuschauer: 2000 Schiedsrichter: Hill / Oškera |
| 12. Juli 2025 20:00 (CEST) Uhr | meiste Punkte: Gyene 24 | (18:19), (36:30), (6:7)     | meiste Punkte: Cervera Perez de Vargas 20 | Beach Court Nr. 1, Alanya Zuschauer: 2000 Schiedsrichter: Hill / Oškera |
| 12. Juli 2025 20:00 (CEST) Uhr | 2×                      | Spielbericht Spielstatistik | 5×                                        | Beach Court Nr. 1, Alanya Zuschauer: 2000 Schiedsrichter: Hill / Oškera |

### Platzierungsspiele

#### Spiel um Platz 15
| 13. Juli 2025 9:00 (CEST) Uhr | Ukraine                     | 2:0                         | Malta                       | Beach Court Nr. 4, Alanya Zuschauer: 50 Schiedsrichter: Stumpfe / Deiters |
| 13. Juli 2025 9:00 (CEST) Uhr | meiste Punkte: Tsymbaliu 24 | (30:14), (26:18)            | meiste Punkte: M.Spiteri 14 | Beach Court Nr. 4, Alanya Zuschauer: 50 Schiedsrichter: Stumpfe / Deiters |
| 13. Juli 2025 9:00 (CEST) Uhr | 1×                          | Spielbericht Spielstatistik | 1×                          | Beach Court Nr. 4, Alanya Zuschauer: 50 Schiedsrichter: Stumpfe / Deiters |

#### Spiel um Platz 13
| 13. Juli 2025 9:00 (CEST) Uhr | Bulgarien                | 2:1 n. So.                  | Tschechien                             | Beach Court Nr. 3, Alanya Zuschauer: 100 Schiedsrichter: Martinez / Rollan |
| 13. Juli 2025 9:00 (CEST) Uhr | meiste Punkte: Yorgov 24 | (22:28), (22:18), (10:2)    | meiste Punkte: Pokorný, Buryánek je 14 | Beach Court Nr. 3, Alanya Zuschauer: 100 Schiedsrichter: Martinez / Rollan |
| 13. Juli 2025 9:00 (CEST) Uhr | 2×                       | Spielbericht Spielstatistik |                                        | Beach Court Nr. 3, Alanya Zuschauer: 100 Schiedsrichter: Martinez / Rollan |

#### Spiel um Platz 11
| 13. Juli 2025 9:00 (CEST) Uhr | Türkei                  | 1:2 n. So.                  | Norwegen                   | Beach Court Nr. 1, Alanya Zuschauer: 60 Schiedsrichter: Lusquiños Feitais / Machado |
| 13. Juli 2025 9:00 (CEST) Uhr | meiste Punkte: Ilanç 18 | (14:19), (22:18), (8:10)    | meiste Punkte: Daviknes 18 | Beach Court Nr. 1, Alanya Zuschauer: 60 Schiedsrichter: Lusquiños Feitais / Machado |
| 13. Juli 2025 9:00 (CEST) Uhr | 2×                      | Spielbericht Spielstatistik | 2×                         | Beach Court Nr. 1, Alanya Zuschauer: 60 Schiedsrichter: Lusquiños Feitais / Machado |

#### Spiel um Platz 9
| 13. Juli 2025 9:00 (CEST) Uhr | Polen                     | 2:0                         | Schweden                 | Beach Court Nr. 2, Alanya Zuschauer: 100 Schiedsrichter: Hascikova / Kellner |
| 13. Juli 2025 9:00 (CEST) Uhr | meiste Punkte: Renicki 16 | (28:22), (22:16)            | meiste Punkte: Brandt 14 | Beach Court Nr. 2, Alanya Zuschauer: 100 Schiedsrichter: Hascikova / Kellner |
| 13. Juli 2025 9:00 (CEST) Uhr | 1×                        | Spielbericht Spielstatistik | 2× 1×                    | Beach Court Nr. 2, Alanya Zuschauer: 100 Schiedsrichter: Hascikova / Kellner |

#### Spiel um Platz 7
| 13. Juli 2025 16:00 (CEST) Uhr | Italien                     | 0:2                         | Dänemark                  | Beach Court Nr. 3, Alanya Zuschauer: 150 Schiedsrichter: Lusquiños Feitais / Machado |
| 13. Juli 2025 16:00 (CEST) Uhr | meiste Punkte: Degiorgio 10 | (18:25), (12:21)            | meiste Punkte: Nielsen 18 | Beach Court Nr. 3, Alanya Zuschauer: 150 Schiedsrichter: Lusquiños Feitais / Machado |
| 13. Juli 2025 16:00 (CEST) Uhr | 2×                          | Spielbericht Spielstatistik | 2×                        | Beach Court Nr. 3, Alanya Zuschauer: 150 Schiedsrichter: Lusquiños Feitais / Machado |

#### Spiel um Platz 5
| 13. Juli 2025 16:00 (CEST) Uhr | Frankreich               | 2:1 n. So.                  | Portugal                       | Beach Court Nr. 2, Alanya Zuschauer: 200 Schiedsrichter: Hill / Oškera |
| 13. Juli 2025 16:00 (CEST) Uhr | meiste Punkte: Dubois 13 | (14:21), (15:14), (17:16)   | meiste Punkte: Romão Santos 12 | Beach Court Nr. 2, Alanya Zuschauer: 200 Schiedsrichter: Hill / Oškera |
| 13. Juli 2025 16:00 (CEST) Uhr |                          | Spielbericht Spielstatistik | 3×                             | Beach Court Nr. 2, Alanya Zuschauer: 200 Schiedsrichter: Hill / Oškera |

#### Spiel um Platz 3
| 13. Juli 2025 16:00 (CEST) Uhr | Kroatien                    | 2:1 n. So.              | Ungarn                  | Beach Court Nr. 1, Alanya Zuschauer: 500 Schiedsrichter: Stumpfe / Deiters |
| 13. Juli 2025 16:00 (CEST) Uhr | meiste Punkte: Bura 16      | (26:16), (28:30), (9:8) | meiste Punkte: Vizes 14 | Beach Court Nr. 1, Alanya Zuschauer: 500 Schiedsrichter: Stumpfe / Deiters |
| 13. Juli 2025 16:00 (CEST) Uhr | Spielbericht Spielstatistik |                         |                         | Beach Court Nr. 1, Alanya Zuschauer: 500 Schiedsrichter: Stumpfe / Deiters |

#### Finale
| 13. Juli 2025 18:00 (CEST) Uhr | Deutschland            | 2:1 n. So.                  | Spanien                           | Beach Court Nr. 1, Alanya Zuschauer: 2000 Schiedsrichter: Enache / Radut |
| 13. Juli 2025 18:00 (CEST) Uhr | meiste Punkte: Herr 14 | (18:22), (23:19), (12:10)   | meiste Punkte: Miranda Sirvent 18 | Beach Court Nr. 1, Alanya Zuschauer: 2000 Schiedsrichter: Enache / Radut |
| 13. Juli 2025 18:00 (CEST) Uhr | 1×                     | Spielbericht Spielstatistik | 2× 1×                             | Beach Court Nr. 1, Alanya Zuschauer: 2000 Schiedsrichter: Enache / Radut |

### Platzierungen
| Pl. | Verein      | Sp. | S | N | Sätze   | Diff. (S) | Tore      | Diff. (T) | Punkte |
| --- | ----------- | --- | - | - | ------- | --------- | --------- | --------- | ------ |
| 1. | Deutschland | 9   | 8 | 1 | 017:40  | +13       | 0439:3660 | +73       | 016:20 |
| 2. | Spanien     | 9   | 6 | 3 | 014:90  | +5        | 0435:3990 | +36       | 012:60 |
| 3. | Kroatien    | 9   | 7 | 2 | 015:90  | +6        | 0468:4020 | +66       | 014:40 |
| 4. | Ungarn      | 9   | 6 | 3 | 013:80  | +5        | 0462:4040 | +58       | 012:60 |
| 5. | Frankreich  | 9   | 6 | 3 | 014:90  | +5        | 0450:4040 | +46       | 012:60 |
| 6. | Portugal    | 9   | 4 | 5 | 012:110 | +1        | 0380:3750 | +5        | 08:100 |
| 7. | Dänemark    | 9   | 6 | 3 | 014:70  | +7        | 0419:3440 | +75       | 012:60 |
| 8. | Italien     | 9   | 3 | 6 | 07:150  | −8        | 0383:4430 | −60       | 06:120 |
| 9. | Polen       | 7   | 3 | 4 | 07:80   | −1        | 0292:3030 | −11       | 06:80  |
| 10. | Schweden    | 7   | 3 | 4 | 07:80   | −1        | 0300:2730 | +27       | 06:80  |
| 11. | Norwegen    | 7   | 3 | 4 | 07:90   | −2        | 0316:3190 | −3        | 06:80  |
| 12. | Türkei      | 7   | 1 | 6 | 03:130  | −10       | 0246:3120 | −66       | 02:120 |
| 13. | Bulgarien   | 7   | 4 | 3 | 08:80   | ±0        | 0266:3400 | −74       | 08:60  |
| 14. | Tschechien  | 7   | 2 | 5 | 06:110  | −5        | 0286:3090 | −23       | 04:100 |
| 15. | Ukraine     | 7   | 2 | 5 | 07:100  | −3        | 0301:2970 | +4        | 04:100 |
| 16. | Malta       | 7   | 0 | 7 | 00:140  | −14       | 0167:3200 | −153      | 00:140 |
| Quelle: history.eurohandball.com, Stand: 13.07.2025 Alle Daten sind unbestätigt. Offizielle Daten finden Sie in den EHF Matchreports |             |     |   |   |         |           |           |           |        |

| Legende | Legende | Legende | Legende                                                                                         |
| ------- | ------- | ------- | ----------------------------------------------------------------------------------------------- |
| 1       | 2       | 3       | Podest-Platzierungen                                                                            |
| 4       | 4       | 4       | Verlierer Spiel um Platz 3                                                                      |
| 5 bis 8 | 5 bis 8 | 5 bis 8 | ausgechieden im Viertelfinale, Kreuz- und Platzierungspiele um die Plätze 5-8                   |
| 9-10    | 9-10    | 9-10    | ausgeschieden in der Hauptrunde, Platz 5 in der jeweiligen Hauptrundengruppe, Spiel um Platz 9  |
| 11-12   | 11-12   | 11-12   | ausgeschieden in der Hauptrunde, Platz 6 in der jeweiligen Hauptrundengruppe, Spiel um Platz 11 |
| 13-16   | 13-16   | 13-16   | Trostrunde und Platzierungsspiele                                                               |

## Frauen

### Teilnehmer
Folgende Nationen sind bei den Frauen qualifiziert:
- Bulgarien
- Kroatien
- Dänemark
- Frankreich
- Deutschland
- Griechenland
- Ungarn
- Niederlande
- Norwegen
- Polen
- Portugal
- Slowakei
- Spanien
- Schweden
- Türkei
- Ukraine

### Gruppeneinteilung
Die Auslosung für die Vorrunde wurde am 26. Februar 2025 in Wien vorgenommen und ergab diese Gruppen:
| Gruppe A    | Gruppe B   | Gruppe C     | Gruppe D |
| ----------- | ---------- | ------------ | -------- |
| Bulgarien   | Portugal   | Kroatien     | Ungarn   |
| Deutschland | Frankreich | Niederlande  | Slowakei |
| Polen       | Norwegen   | Griechenland | Ukraine  |
| Dänemark    | Türkei     | Schweden     | Spanien  |

### Vorrunde

#### Gruppe A
| Pl. | Verein      | Sp. | S | N | Sätze | Diff. (S) | Tore     | Diff. (T) | Punkte |
| --- | ----------- | --- | - | - | ----- | --------- | -------- | --------- | ------ |
| 1.  | Dänemark    | 3   | 3 | 0 | 06:10 | +5        | 0121:960 | +25       | 06:00  |
| 2.  | Deutschland | 3   | 2 | 1 | 05:20 | +3        | 0145:830 | +62       | 04:20  |
| 3.  | Polen       | 3   | 1 | 2 | 02:40 | −2        | 098:1150 | −17       | 02:40  |
| 4.  | Bulgarien   | 3   | 0 | 3 | 00:60 | −6        | 060:1300 | −70       | 00:60  |

#### Gruppe B
| Pl. | Verein     | Sp. | S | N | Sätze | Diff. (S) | Tore      | Diff. (T) | Punkte |
| --- | ---------- | --- | - | - | ----- | --------- | --------- | --------- | ------ |
| 1.  | Frankreich | 3   | 3 | 0 | 06:10 | +5        | 0125:970  | +28       | 06:00  |
| 2.  | Norwegen   | 3   | 2 | 1 | 04:20 | +2        | 0106:1010 | +5        | 04:20  |
| 3.  | Portugal   | 3   | 1 | 2 | 03:50 | −2        | 0130:1330 | −3        | 02:40  |
| 4.  | Türkei     | 3   | 0 | 3 | 01:70 | −6        | 094:1240  | −30       | 00:60  |

#### Gruppe C
| Pl. | Verein       | Sp. | S | N | Sätze | Diff. (S) | Tore      | Diff. (T) | Punkte |
| --- | ------------ | --- | - | - | ----- | --------- | --------- | --------- | ------ |
| 1.  | Niederlande  | 3   | 3 | 0 | 06:00 | +6        | 0143:910  | +52       | 06:00  |
| 2.  | Griechenland | 3   | 2 | 1 | 04:30 | +1        | 0116:1200 | −4        | 04:20  |
| 3.  | Schweden     | 3   | 1 | 2 | 02:40 | −2        | 0105:1140 | −9        | 02:40  |
| 4.  | Kroatien     | 3   | 0 | 3 | 01:60 | −5        | 089:1280  | −39       | 00:60  |

#### Gruppe D
| Pl. | Verein   | Sp. | S | N | Sätze | Diff. (S) | Tore      | Diff. (T) | Punkte |
| --- | -------- | --- | - | - | ----- | --------- | --------- | --------- | ------ |
| 1.  | Ungarn   | 3   | 3 | 0 | 06:10 | +5        | 0141:990  | +42       | 06:00  |
| 2.  | Spanien  | 3   | 2 | 1 | 04:20 | +2        | 0118:940  | +24       | 04:20  |
| 3.  | Ukraine  | 3   | 1 | 2 | 03:40 | −1        | 0115:1170 | −2        | 02:40  |
| 4.  | Slowakei | 3   | 0 | 3 | 00:60 | −6        | 080:1440  | −64       | 00:60  |

### Trostrunde
| Pl. | Verein    | Sp. | S | N | Sätze | Diff. (S) | Tore      | Diff. (T) | Punkte |
| --- | --------- | --- | - | - | ----- | --------- | --------- | --------- | ------ |
| 1.  | Kroatien  | 3   | 3 | 0 | 06:10 | +5        | 0127:1110 | +16       | 06:00  |
| 2.  | Türkei    | 3   | 2 | 1 | 05:30 | +2        | 0136:1080 | +28       | 04:20  |
| 3.  | Slowakei  | 3   | 1 | 2 | 02:50 | −3        | 0115:1320 | −17       | 02:40  |
| 4.  | Bulgarien | 3   | 0 | 3 | 02:60 | −4        | 0119:1460 | −27       | 00:60  |

### Hauptrunde

#### Gruppe A
| Pl. | Verein | Sp. | S | N | Sätze | Diff. (S) | Tore  | Diff. (T) | Punkte |
| --- | ------ | --- | - | - | ----- | --------- | ----- | --------- | ------ |
| 1.  |        | 0   | 0 | 0 | 00:00 | ±0        | 00:00 | ±0        | 00:00  |
| 2.  |        | 0   | 0 | 0 | 00:00 | ±0        | 00:00 | ±0        | 00:00  |
| 3.  |        | 0   | 0 | 0 | 00:00 | ±0        | 00:00 | ±0        | 00:00  |
| 4.  |        | 0   | 0 | 0 | 00:00 | ±0        | 00:00 | ±0        | 00:00  |
| 5.  |        | 0   | 0 | 0 | 00:00 | ±0        | 00:00 | ±0        | 00:00  |
| 6.  |        | 0   | 0 | 0 | 00:00 | ±0        | 00:00 | ±0        | 00:00  |

#### Gruppe B
| Pl. | Verein | Sp. | S | N | Sätze | Diff. (S) | Tore  | Diff. (T) | Punkte |
| --- | ------ | --- | - | - | ----- | --------- | ----- | --------- | ------ |
| 1.  |        | 0   | 0 | 0 | 00:00 | ±0        | 00:00 | ±0        | 00:00  |
| 2.  |        | 0   | 0 | 0 | 00:00 | ±0        | 00:00 | ±0        | 00:00  |
| 3.  |        | 0   | 0 | 0 | 00:00 | ±0        | 00:00 | ±0        | 00:00  |
| 4.  |        | 0   | 0 | 0 | 00:00 | ±0        | 00:00 | ±0        | 00:00  |
| 5.  |        | 0   | 0 | 0 | 00:00 | ±0        | 00:00 | ±0        | 00:00  |
| 6.  |        | 0   | 0 | 0 | 00:00 | ±0        | 00:00 | ±0        | 00:00  |

### Finalrunde
|  | Viertelfinale | Viertelfinale | Viertelfinale |  |  | Halbfinale | Halbfinale | Halbfinale |  |  | Finale | Finale | Finale |
|  |               |               |               |  |  |            |            |            |  |  |        |        |        |
|  |               |               |               |  |  |            |            |            |  |  |        |        |        |
|  |               |               |               |  |  |            |            |            |  |  |        |        |        |
|  |               |               |               |  |  |            |            |            |  |  |        |        |        |
|  |               |               |               |  |  |            |            |            |  |  |        |        |        |
|  |               |               |               |  |  |            |            |            |  |  |        |        |        |
|  |               |               |               |  |  |            |            |            |  |  |        |        |        |
|  |               |               |               |  |  |            |            |            |  |  |        |        |        |
|  |               |               |               |  |  |            |            |            |  |  |        |        |        |
|  |               |               |               |  |  |            |            |            |  |  |        |        |        |
|  |               |               |               |  |  |            |            |            |  |  |        |        |        |
|  |               |               |               |  |  |            |            |            |  |  |        |        |        |
|  |               |               |               |  |  |            |            |            |  |  |        |        |        |
|  |               |               |               |  |  |            |            |            |  |  |        |        |        |
|  |               |               |               |  |  |            |            |            |  |  |        |        |        |
|  |               |               |               |  |  |            |            |            |  |  |        |        |        |
|  |               |               |               |  |  |            |            |            |  |  |        |        |        |
|  |               |               |               |  |  |            |            |            |  |  |        |        |        |
|  |               |               |               |  |  |            |            |            |  |  |        |        |        |
|  |               |               |               |  |  |            |            |            |  |  |        |        |        |
|  |               |               |               |  |  |            |            |            |  |  |        |        |        |

## Auszeichnungen
| Auszeichnung                                          | Spieler                  | Mannschaft  |
| ----------------------------------------------------- | ------------------------ | ----------- |
| Bester Spieler (MVP)                                  | Pablo Martin Ruiz        | Spanien     |
| Bester Torhüter                                       | Oliver Middell           | Deutschland |
| Bester Verteidiger                                    | Valentino Valentakovic   | Kroatien    |
| Torschützenkönig (TopScorer)                          | Lucian Bura (143 Punkte) | Kroatien    |
| FairPlay-Award                                        | -                        | Tschechien  |
| Stand: 13. Juli 2025 (Quelle: beach.eurohandball.com) |                          |             |

| Auszeichnung                                          | Spieler                    | Mannschaft  |
| ----------------------------------------------------- | -------------------------- | ----------- |
| Beste Spielerin (MVP)                                 | Sara Hernandez             | Spanien     |
| Beste Torhüterin                                      | Lisanne Bakker             | Niederlande |
| Beste Verteidigerin                                   | Elisabeth Hammerstad       | Norwegen    |
| Torschützenkönigin (TopScorer)                        | Meike Kruijer (148 Punkte) | Niederlande |
| FairPlay-Award                                        | -                          | Polen       |
| Stand: 13. Juli 2025 (Quelle: beach.eurohandball.com) |                            |             |

## Schiedsrichter
Insgesamt wurden für das Turnier 20 Schiedsrichter nominiert, die sowohl bei den Männern als auch bei den Frauen zum Einsatz kamen:
| Nation      | Schiedsrichter 1          | Schiedsrichter 2      |
| ----------- | ------------------------- | --------------------- |
| Kroatien    | Tea Lackovic              | Natasa Visnjic        |
| Tschechien  | Adam Hill                 | Matej Oškera          |
| Spanien     | Sergio Martinez           | Victor Rollan         |
| Deutschland | Jesper Stumpfe            | Bjarne Deiters        |
| Italien     | Luciano Cardone           | Sebastiano Manuele    |
| Polen       | Sylwia Bartkowiak         | Weronika Lakomy       |
| Portugal    | Soriaia Lusquiños Feitais | Rita Machado          |
| Rumänien    | Daniela Andreea Enache    | Corina Floriana Radut |
| Slowakei    | Rebeka Hascikova          | Stanislava Kellner    |
| Türkei      | Levent Ulas Bilgi         | Emre Centindemir      |